# 磁気キャパシタンス効果
磁気キャパシタンス効果(TMC効果)とは磁性体の物理現象。

## 概略
磁気キャパシタンス効果とは、2つの磁性層の磁化が互いに平行である時にはキャパシタンスが大きく、反平行である時には小さくなる現象。

## 種類

### トンネル磁気キャパシタンス効果
強磁性体/絶縁体/強磁性体から構成される強磁性トンネル接合は室温にて巨大なトンネル磁気抵抗効果を示すと同時にトンネル磁気キャパシタンス効果も示す。

### 逆磁気キャパシタンス効果
磁性層の磁化が平行である時にキャパシタンスが小さく、反平行の時に大きくなる現象。